# Melanie Barbezat
Pour les articles homonymes, voir Barbezat.
Melanie Barbezat, née le 10 août 1991, est une curleuse suisse.

## Biographie
À l’été 2018, alors qu’elle envisageait d’arrêter sa carrière, elle rejoint le CC Aarau et l’équipe de Silvana Tirinzoni. En novembre de cette même année, elle remporte la médaille d’argent aux Championnats d'Europe.  Elle remporte la médaille d'or du Championnat du monde féminin de curling 2019.